# Selemdža
Selemdža (ruski: Селемджа) je rijeka u Amurskoj oblasti u Rusiji. Najveća je pritoka rijeke Zeje, duga 647 kilometara, s porječjem površine 68.600 km². Glavne su joj pritoke rijeke Ulma i Nora. Selemdža se zaleđuje početkom studenog i ostaje zaleđenom do početka svibnja.

## Vanjske poveznice
|  | Zajednički poslužitelj ima još gradiva o temi Selemdža |